# Алейская (станция)
Але́йская — станция Алтайского региона Западно-Сибирской железной дороги, расположенная в городе Алейске Алтайского края.

## История
В августе 1915 открыто временное движение на Алтайской железной дороге на участке Барнаул — Семипалатинск.

## Поезда дальнего следования
| № поезда | Маршрут движения       | № поезда | Маршрут движения       |
| -------- | ---------------------- | -------- | ---------------------- |
| 109      | Омск — Рубцовск        | 110      | Рубцовск — Омск        |
| 301      | Новосибирск — Алма-Ата | 302      | Алма-Ата — Новосибирск |
| 369      | Новосибирск — Ташкент  | 370      | Ташкент — Новосибирск  |
| 385      | Новокузнецк — Бишкек   | 386      | Бишкек — Новокузнецк   |
| 391      | Томск — Лениногорск    | 392      | Лениногорск — Томск    |

## Пригородные поезда
Пригородные поезда на тепловозной тяге от станций Локоть и Барнаул курсируют до Алейска.
Также курсирует поезд «Просторы Алтая» Барнаул — Алейская — Рубцовск.
Станция Алейская соединена пригородными поездами с 37 станциями и остановочными пунктами Алтайского края.
| № поезда            | Маршрут движения   | № поезда            | Маршрут движения   |
| ------------------- | ------------------ | ------------------- | ------------------ |
| 6119                | Алейская — Локоть  | 6118                | Локоть — Алейская  |
| 6126/6130           | Алейская — Барнаул | 6125/6129           | Барнаул — Алейская |
| 6124/6122 6134/6132 | Рубцовск — Барнаул | 6121/6123 6131/6133 | Барнаул — Рубцовск |